# Ропенка
Ропенька пол. Ropienka) — село в Польщі, у гміні Устрики-Долішні Бещадського повіту Підкарпатського воєводства.
Населення — 710 осіб (2011).

## Розташування
Ропенька знаходиться за 13 км на північний захід від адміністративного центру ґміни Устрик-Долішніх і за 67 км на північний захід від адміністративного центру воєводства Ряшева, за 10 км від державного кордону з Україною. Колишнє бойківське село.

## Історія
Вперше зустрічається в документі 1513 року. Село було шляхецької власності Петра Кміти Собенського, закріпачене за волоським правом. Входило до Ліського ключа Сяніцької землі Руського воєводства.
За податковим реєстром 1589 р. село належало Тарлу, були 5 ланів (коло 125 га) оброблюваної землі, млин і піп (отже, вже була церква).
У 1772-1918 рр. — у складі Австро-Угорської монархії. Село є одним з найдавніших у світі осередків добування нафти, копальні ропи нафтової існували тут вже в 1884 і спричинили приплив до села поляків. У 1888 році село поділялося на Горішню і Долішню частини, належало до Ліського повіту, нараховувалось 81 будинок у селі і 5 у фільварку, 585 мешканців (516 греко-католиків, 38 римо-католиків і 31 юдей), греко-католики належали до парафії Ванькова Ліського деканату Перемишльської єпархії.
У 1919-1939 рр. — у складі Польщі. Село належало до Ліського повіту Львівського воєводства, у 1934-1939 рр. було адміністративним центром ґміни Ропєнка. На 01.01.1939 в селі було 1130 жителів, з них 810 українців-грекокатоликів, 30 українців-римокатоликів, 240 поляків (працівники копальні нафти), 40 євреїв і 10 німців.
У середині вересня 1939 року німці окупували село, однак уже 26 вересня 1939 року мусіли відступити з правобережної частини Сяну, оскільки за пактом Ріббентропа-Молотова правобережжя Сяну належало до радянської зони впливу. 27.11.1939 постановою Президії Верховної Ради УРСР село у складі повіту включене до новоутвореної Дрогобицької області. Територія ввійшла до складу утвореного 17.01.1940 Ліськівського району (районний центр — Лісько). Наприкінці червня 1941, з початком Радянсько-німецької війни, територія знову була окупована німцями, які за три роки окупації винищили євреїв. У серпні 1944 року радянські війська знову оволоділи селом. В березні 1945 року, в рамках підготовки до підписання Радянсько-польського договору про державний кордон зі складу Дрогобицької області правобережжя Сяну включно з селом було передане до складу Польщі. Військо польське і польські банди почали грабувати і вбивати українців, у відповідь на це селяни гуртувались у відділи самооборони. Далі поляками українське населення було піддане етноциду — виселене на територію СРСР в 1945-1946 рр. та в 1947 році під час Операції Вісла депортоване на понімецькі землі. В хати українців поселено поляків.
У 1975-1998 роках село належало до Кросненського воєводства.

## Демографія
Демографічна структура станом на 31 березня 2011 року:
|          | Загалом | Допрацездатний вік | Працездатний вік | Постпрацездатний вік |
| -------- | ------- | ------------------ | ---------------- | -------------------- |
| Чоловіки | 344     | 55                 | 248              | 41                   |
| Жінки    | 366     | 61                 | 217              | 88                   |
| Разом    | 710     | 116                | 465              | 129                  |

## Дерев'яна церква Різдва Пр. Богородиці
В селі була греко-католицька філіяльна церква Різдва Пресвятої Богородиці 1808 року побудови. Належала до парафії Ванькова Ліського деканату УГКЦ Перемишльської єпархії.
У повоєнний час церква розібрана, перевезена в село Ванькова і в 1986 р. там з неї зведений костел.

## Постаті
- Іван Волянський (*1926 - †1947) - вояк УПА, вбитий польськими комуністами в таборі Явожно.